# Villa Masieri-Finotti

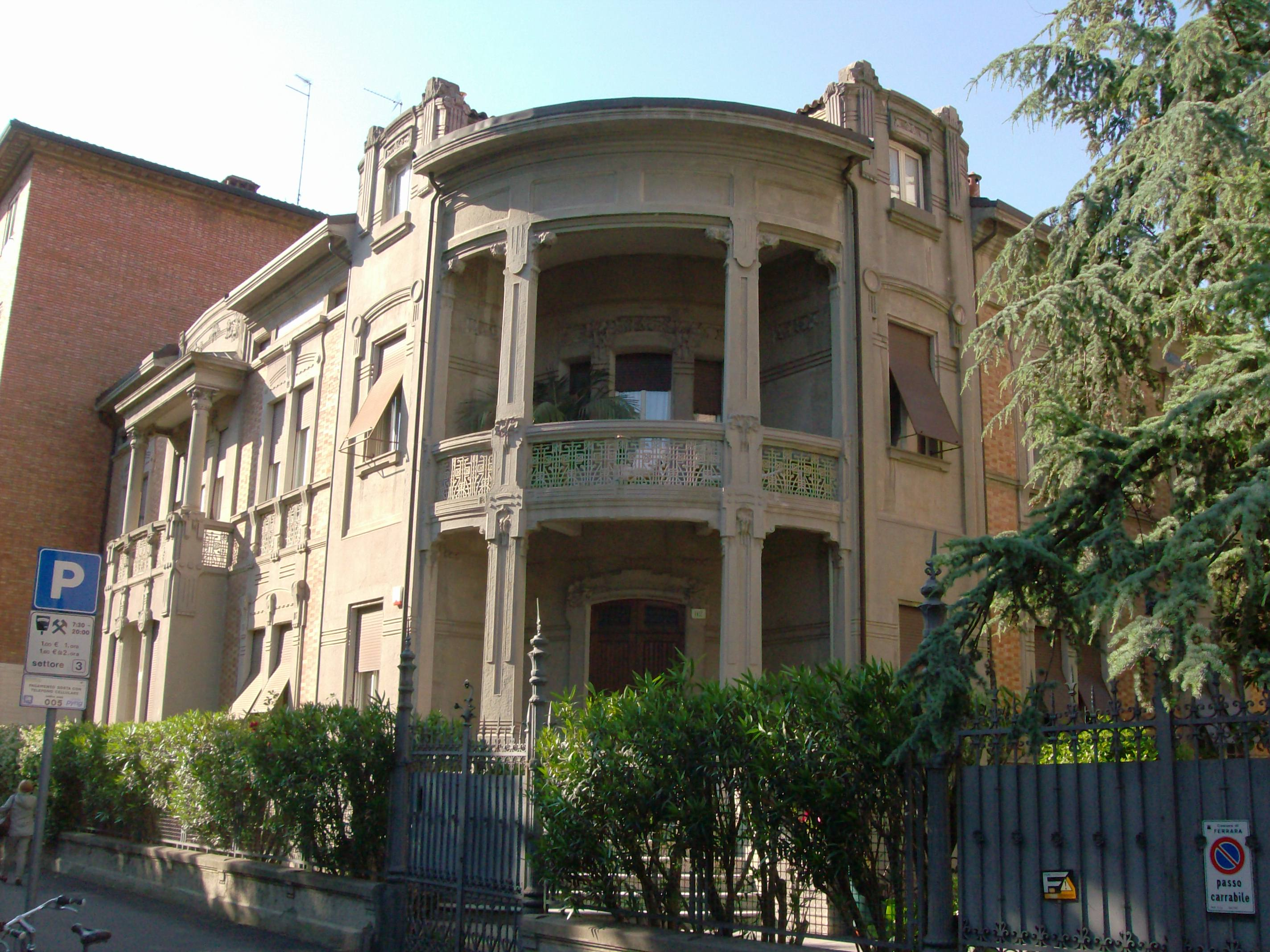
Villa Masieri-Finotti

Die Villa Masieri-Finotti ist eine Stadthaus im Zentrum von Ferrara in der italienischen Region Emilia-Romagna. Es liegt in der Viale Cavour und ist im Jugendstil gehalten.

## Geschichte
Um 1830 wurde das Gelände, auf dem später das Stadthaus errichtet wurde, als Bauern- und Gartenland klassifiziert, wogegen es 1880 im neuen Katastersystem des Königreiches Italien als mit einem Wirtschaftsunternehmen, der Brauerei Margherita, belegt erscheint. Erst 1891 wurde das gesamte Gelände von den Taddeis erworben, die den Abriss aller dortigen Gebäude beschlossen. Anfang des 20. Jahrhunderts, zwischen 1907 und 1908, ließ die Witwe Taddei das Stadthaus errichten, wobei sie den Bauingenieur Ciro Contini mit dem Projekt betraute.
Der Stadtteil, in dem sowohl die Viale Cavour als auch die neuen Stadtviertel Richtung Süden liegen und in dem früher das Castel Tedaldo lag und später die Festung von Ferrara, war in der Zwischenkriegszeit von der „Addizione Novecentista“ (dt.: Zubauten des 20. Jahrhunderts) betroffen.

## Beschreibung

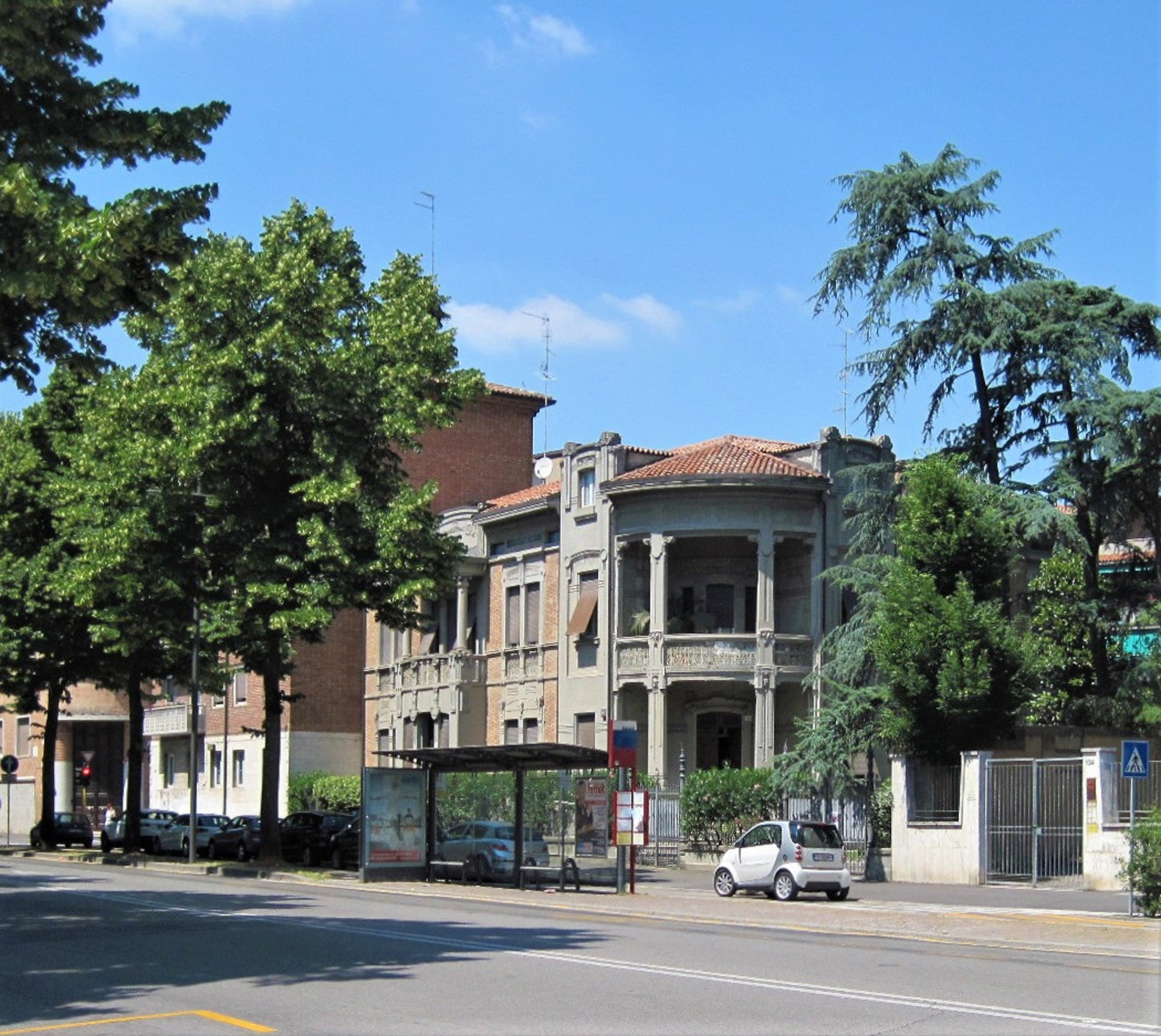
Villa Masieri-Finotti. Im Hintergrund links der Palazzo dell’Aeronautica.

Die Ansicht des Stadthauses folgt dem Stil, den Contini damals entwickelte. Der Eingang ist eine Besonderheit; er liegt an der Gebäudeecke und ist gegen das Stadtzentrum gekehrt, das in südöstlicher Richtung liegt. Er ist mit zwei übereinander liegenden Balkonen versehen, die sowohl an den Jugendstil als auch an den italienischen Rationalismus erinnern, der kurz vor dem Bau des Hauses in die Stadtarchitektur Einzug gehalten hatte.
Als das Haus gebaut wurde, wurde daran westlich anschließend ein weiteres, größeres Gebäude errichtet, das später zu einem Block mit Eigentumswohnungen wurde. Dieses wurde im Zweiten Weltkrieg beschädigt und dann in den 1950er-Jahren restauriert. Es erscheint wahrscheinlich, dass das größere Gebäude vermietet oder verkauft werden sollte, während das Stadthaus immer für die Familie gedacht war.